# Frédéric Magazine

Frédéric Magazine est un support de publication d'origine française pour un collectif d'artistes dont l'activité est exclusivement consacrée à la pratique du dessin.
Il est présent depuis 2004 sur internet, dans le champ de l'édition et sur la scène artistique contemporaine.

## Historique
Frédéric Magazine est à l’origine un site internet dédié au dessin.
Depuis 2004, sont présentés quotidiennement des travaux d'artistes, de formations et de nationalités différentes. 
Autour des membres fondateurs (Isabelle Boinot, Frédéric Fleury, Emmanuelle Pidoux, Frédéric Poincelet et Stéphane Prigent — accompagnés, depuis 2010, par Jonas Delaborde) gravitent une cinquantaine d'invités qui ont tous accepté la seule contrainte symbolique à cette participation : perdre son prénom pour devenir un frédéric.
Le site Frédéric Magazine fonctionne comme une galerie virtuelle, donnant lieu chaque jour à des propositions soumises à sélection avant publication.
En 2006, à l'invitation d'Antonio Gallego et José Maria Gonzalez, Frédéric Magazine participe à la première édition de La Force de l'Art, au Grand Palais. Le collectif expose régulièrement en France (à l'Espace Beaurepaire, à Paris, en 2009), comme à l'étranger (notamment : à la Nog Gallery, Londres, en 2007, à Bongoût, Berlin, et à la Fette's Gallery, Los Angeles, en 2008). 
Frédéric Magazine figure également parmi les invités de la Biennale d'Art Contemporain du Havre de 2010. Dans le cadre des 10 ans du MIAM, qui célèbrent en 2010 et 2011 la création du Musée des Arts Modestes de Sète, une nouvelle exposition est montée, sous le titre Frédéric Magazine : Vitrines.
Les publications, toujours éponymes, sont aujourd'hui au nombre de quatre. Le premier numéro, publié conjointement par FLTMSTPC, les éditions du 57 et Art's Factory, date de 2006, le second et le troisième, toujours chez les mêmes éditeurs, ont paru respectivement en 2007 et 2009. Le dernier ouvrage, publié par Les Requins Marteaux et paru en 2011, a coïncidé avec une exposition à la Galerie Jean-Marc Thévenet, à Paris.

## Artistes participants / ou ayant participé de manière active
Thomas Bernard, David Douard, Antonio Gallego, Laetitia Gendre, José-Maria Gonzalez, Jérémie Grandsenne, Hendrik Hegray, Kikifruit, Dennis Knepper, Nicolas Muller, Tony Papin, Laurent Plessiet, Julien Carreyn, Yusaku Hanakuma, Misaki Kawai, Mat Brinkman, Matthew Lock, Matthew Thurber, Leomi Sadler, Aleksandra Waliszewska, Anne-Laure Draisey, Antoine Marquis, C.F., Blutch, Donato Di Nunno, Christian Aubrun, Andy Bolus, Shoboshobo, Yu Matsuoka-Pol, Paul Bonnet, Apollo Thomas, Coralie Moser, Yannick Val Gesto, Charles Chandler, Iku Kawaguchi, Nick Payne, Frank Santoro, Hélène Jeudy, Ludovic Boulard Le Fur etc.

### Articles de journaux
- Eric Loret, « Plein pot, Fleury », Libération, 24 janvier 2008,
- Henri-Pierre Fargeon, « “Frédéric Magazine”, vitrine de la création graphique », Télérama, 25 novembre 2011,
- Marie Lechner, « Le gratin du graphisme », Libération, 2 décembre 2006,
- « Isabelle Boinot, une illustratrice libérée », Glamour, 1er juin 2015,
- Les Inrocks,
- Etapes: 214: Design graphique & Culture visuelle, Lire en ligne